# Ryōsuke Yamada
Ryōsuke Yamada (山田 涼介?, Yamada Ryōsuke; Tokyo, 9 maggio 1993) è un attore, cantante e ballerino giapponese, membro della boy-band Hey! Say! JUMP.

## Biografia
La sua prima apparizione televisiva è datata 2004, quando a 11 anni partecipa allo show di varietà Ya-ya-yah.
Nel 2006 ottiene il suo primo ruolo in una fiction televisiva nel film Tantei gakuen Q Special.
Debutta musicalmente, in qualità di membro degli Hey! Say! JUMP nel 2007, anno anche del suo album d'esordio. Nello stesso 2007 Tantei gakuen Q diviene un dorama e Ryōsuke vi svolge lo stesso ruolo che aveva avuto nel film dell'anno precedente. Nel frattempo continua ad esibirsi in vari concerti col gruppo musicale di cui fa parte.
Nel 2008 partecipa al dorama live action One Pound Gospel a fianco di Kazuya Kamenashi; poi ottiene un ruolo da co-protagonista nel film Sensei wa erai! e poi in Furuhata chūgakusei. Alla fine dell'anno è uno dei protagonisti del dorama Scrap Teacher: Kyōshi saisei.
Nel 2009 diviene leader del gruppo provvisorio chiamato NYC Boys che fa da supporter del team della squadra giapponese di volley al campionato mondiale. Alla fine dell'anno interpreta il ruolo principale nello special Hidarime Tantei Eye e l'anno successivo nel dorama omonimo.
Nel 2010 ha scritto la canzone Shinku che fa da 4º traccia al primo album degli Hey! Say! JUMP intitolato Jump No. 1.
Il 17 febbraio 2012 si è diplomato, e subito dopo ha annunziato che da allora in poi si dedicherà a tempo pieno alla sua carriera.
Il 9 gennaio 2013 ha debuttato da solista con il suo singolo Mystery Virgin.
Nel 2016, durante i 39° Japan Academy Film Prize, Yamada vince il premio Newcomer of the Year per la sua interpretazione di Shiota Nagisa in Assassination Classroom, e il premio Rookie of the Year ai Japan Movie Critics Award per il ruolo di Semi in Grasshopper. Inoltre l'anno successivo interpreta il protagonista Edward Elric nell'adattamento live action del famoso manga/anime Fullmetal Alchemist.
Si trova attualmente sotto la gestione Johnny & Associates. Ha due sorelle, una più grande e una più piccola.

## Discografia

### Singoli
- 9 gennaio 2013 – Mystery Virgin (ミステリー ヴァージン?)
- 22 maggio 2019 – Oh! my darling

## Filmografia

### Cinema
- Niini no koto wo wasurenaide - film TV, (2009)
- Assassination Classroom, regia di Eiichirō Hasumi (2015)
- Okaasan, Ore wa Daijoubu - film TV, (2015)
- Grasshopper, regia di Tomoyuki Takimoto (2015)
- Assassination Classroom: Graduation, regia di Eiichirō Hasumi (2016)
- Fullmetal Alchemist, regia di Fumihiko Sori (2017)
- The Miracles of the Namiya General Store, regia di Ryūichi Hiroki (2017)
- The Memory Eraser, regia di Yûichirô Hirakawa (2020)
- Baragaki: Unbroken Samurai, regia di Masato Harada (2021)
- What to Do with the Dead Kaiju?, regia di Satoshi Miki (2022)
- Fullmetal Alchemist - La vendetta di Scar, regia di Fumihiko Sori (2022)
- Fullmetal Alchemist - Alchimia finale, regia di Fumihiko Sori (2022)

### Televisione
- Tantei gakuen Q Sp - serie TV, (2006)
- Tantei gakuen Q - serie TV, (2007)
- One Pound Gospel - serie TV, (2008)
- Sensei wa Erai! - serie TV, (2008)
- Furuhata Chuugakusei - serie TV, (2008)
- Scrap Teacher: Kyōshi saisei - serie TV, (2008)
- Hidarime Tantei Eye Sp - serie TV, (2009)
- Hidarime Tantei Eye - serie TV, (2010)
- Risō no musuko  - serie TV, (2012)
- Shirarezaru Bakumatsu no Shishi: Yamada Akiyoshi Monogatari - serie TV, (2012)
- Kindaichi shōnen no jikenbo - serie TV, (2013)
- Kindaichi Shonen no Jikenbo N (neo) - serie TV, (2014)
- Jigoku sensei Nūbē - serie TV, (2014)
- Cain and Abel - serie TV, (2016)
- The Kitazawas: We Mind Our Own Business - serie TV, (2018)
- Semiotoko - serie TV, (2019)
- K2: Dodge Badge Brothers - serie TV, (2020)
- Is My Kawaii About to Expire?! - serie TV, (2022)
- The Killer Inside - serie TV, (2022)
- The Third Finger Offered to a King - serie TV, (2023)

## Doppiatori italiani
Nelle versioni in italiano nelle opere in cui ha recitato, Ryōsuke Yamada è stato doppiato da:
- Davide Perino in Fullmetal Alchemist, Fullmetal Alchemist - La vendetta di Scar, Fullmetal Alchemist - Alchimia finale